# 米朗库尔昂蓬蒂厄
米朗库尔昂蓬蒂厄（法語：Millencourt-en-Ponthieu）是法国皮卡第大区索姆省的一个市镇，属于阿布维尔区努维永县。该市镇2009年时的人口为359人。

## 人口
米朗库尔昂蓬蒂厄人口变化图示
| 数据来源：INSEE |